# Nowe Objezierze (przystanek kolejowy)
Nowe Objezierze – nieczynny przystanek kolejowy w Nowym Objezierzu w województwie zachodniopomorskim, w Polsce.